# Odinslund och Lundagård
Odinslund och Lundagård är titeln på en samling sånger för manskör som gavs ut på Hirschs förlag under åren 1848–1853.
Sångerna i samlingen gavs löpande ut i häften, och år 1856 kom en samlad utgåva.
Titeln syftar på platserna där den akademiska manskörssången grodde under 1800-talets början; Odinslund i Uppsala, där Allmänna Sången ofta samlades och Lundagård i Lund, där Lunds Studentsångförening fanns. Sånghäftena tillkom efter studentmöten i Köpenhamn och Lund 1845 efter dansk modell, där man givit ut ”Mands Sange” för att slippa de besvärliga handskrivna notbladen.
Några av de oftast förekommande tonsättarna i samlingen är Gunnar Wennerberg, Prins Gustaf, J.A. Josephson, Otto Lindblad, Felix Mendelssohn, Franz Schubert, Carl Maria von Weber och Friedrich Wilhelm Kücken.